# Charly Luske
Charles René Pierre (Charly) Luske-Jess (Amsterdam, 19 september 1978) is een Nederlandse zanger, (stem)acteur en presentator.

## Biografie
Toen Luske twaalf jaar was nam hij, aangespoord door zijn vader, klassieke zanglessen. Vier jaar later maakte hij zijn debuut in de Lucky Lotto Live Show waarin hij samen met Gordon een duet zong. Luske deed audities voor de jongensgroep Velvet, waarvan hij een tijd deel uitmaakte en waarmee hij een hit scoorde met het nummer 'Weg Van Jou'. Nadat de band uit elkaar viel, zong hij nog enige tijd in de jongensgroep X Marks The Spot. In 2000, speelde Luske in de musical Boy Band, waarin hij als zanger Sean een van de hoofdrollen vertolkte.
In 2003, speelde Luske samen met Froukje de Both en Linda Wagenmakers in de musical Love Me Just a Little Bit More. In 2004 deed Charly mee met het Nationaal Songfestival met het nummer She'll Take Your Breath Away. Hij kwam terecht in de finale, maar behaalde de vierde plaats. In 2005 en 2006, speelde hij in de musical Turks fruit de rol van Rick, als alternate van Antonie Kamerling. Luske speelde twee seizoenen in de Nederlandse televisieserie Meiden van De Wit. Verder heeft hij gastrollen gespeeld in Costa! en ZOOP. In 2006, speelde hij in de musical The Wiz de titelrol als alternate van Danny de Munk. Luske speelde de hoofdrol in de rockmusical We Will Rock You, een Duitstalige musical die werd opgevoerd in Keulen, en als Geert in de musicalversie van Op hoop van zegen. In het najaar 2009, was Luske te zien in de Nederlandstalige versie van The Full Monty.
Vanaf augustus 2010 was hij ook te zien in de Nederlandstalige versie van We Will Rock You, waarin hij alternate zou zijn van Galileo en Britt. Luske nam tot februari 2011 de rol van Britt op zich, omdat Martin van der Starre zwaar geblesseerd was.
Luske was kandidaat in 2011 bij het televisieprogramma The voice of Holland en werd door Nick & Simon gecoacht. Voor het publiek en de jury was hij de gedoodverfde winnaar. Hij moest echter in de halve finale zijn meerdere erkennen in Chris Hordijk. Op donderdag 5 april 2012 was Luske te zien als Judas Iskariot in The Passion. Hij was hierin de tegenspeler van Danny de Munk die de rol van Jezus vertolkte. Het evenement werd gehouden in Rotterdam. In 2013 nam Luske deel aan het programma De beste zangers van Nederland.
Luske is getrouwd met actrice en presentatrice Tanja Jess, met wie hij twee kinderen heeft, een zoon en een dochter. Charly is de neef van pokerspeler Marcel Lüske en de in 2003 geliquideerde vastgoedhandelaar Bertus Lüske. De oma van Charly is de zus van Willy Alberti .

## Theater, film en televisie

### Theater
- 2000/2001: Boy Band – Sean
- 2004: Love Me Just a Little Bit More – Tim
- 2005/2006: Turks fruit – alternate Rick
- 2006/2007: The Wiz – alternate The Wiz
- 2007/2008: We Will Rock You (Duitsland) – Galileo
- 2008/2009: Op hoop van zegen – Geert
- 2009/2010: The Full Monty – Berry
- 2010/2011: We Will Rock You (Nederland) – alternate Britt en alternate Galileo
- 2012: Soldaat van Oranje, jubileumconcert Noord Nederlands Orkest – solist
- 2018/2019: The Story of George Michael
- 2021/2022:  The Story of Robbie Williams
- 2023: Story of Boybands
- 2023: Pretty Woman - alternate Edward Lewis

### Film
- 2001: Costa! – danser
- 2011: Hop - stem
- 2011: Rio (animatiefilm) - de stem van Tulio Monteiro
- 2012: Madagascar 3: Op avontuur in Europa (animatiefilm) – de stem van Stefano de zeeleeuw
- 2012: De Gelaarsde Kat (animatiefilm) – de stem van Humpty Dumpty
- 2012: Wreck-It Ralph (animatiefilm) - de stem Clyde
- 2012: Hotel Transylvania (animatiefilm) – de stem van Dracula
- 2012: K3 Bengeltjes – Glenn, het vriendje van Kristel
- 2012: De Club van Sinterklaas & Het Geheim van de Speelgoeddokter – Dirk
- 2012: The Muppets – de stem van Gary
- 2013: Escape from Planet Earth (animatiefilm)
- 2014: Rio 2 (animatiefilm) - de stem van Tulio Monteiro
- 2015: Hotel Transylvania 2 (animatiefilm) - de stem van Dracula
- 2015: The Nut Job (animatiefilm) - de stem van Surly
- 2016: Storks (animatiefilm) - de stem van Junior
- 2017: Ted & Het Geheim van Koning Midas (animatiefilm) - de stem van Rackham
- 2018: Hotel Transylvania 3: Summer Vacation (animatiefilm) – de stem van Dracula
- 2018: Teen Titans Go! To the Movies (animatiefilm) - stem
- 2019: Missing Link (animatiefilm) - de stem van Sir Lionel
- 2019: Selma's Grote Wens - stem
- 2021: My Little Pony: Een nieuwe generatie (animatiefilm) - de stem van Hitch Trailblazer
- 2022: Hotel Transylvania: Transformania  (animatiefilm) – de stem van Dracula
- 2022: De Legende van Samoerai Henk (animatiefilm) - de stem van Ika Chu
- 2023: Wish (animatiefilm) - Koning Magnifico

### Televisie
- 2005: De leukste thuisvideo's (Talpa) – presentatie
- 2004: ZOOP – sergeant
- 2009: De Slimste – deelnemer
- 2011/2012: The voice of Holland – deelnemer
- 2012: The Passion – Judas Iskariot
- 2012: Ranking the Stars – deelnemer
- 2012: LINDA. Kippenvelconcert – boybandlid
- 2012: Hotel 13 (Nederland) – zanger van de introsong
- 2012: Your Face Sounds Familiar – als Adele (winnaar)
- 2012: Kerst met de Zandtovenaar – verteller
- 2013: Kerstfeest op de Dam – zanger
- 2013: Wat vindt Nederland? - deelnemer
- 2013: Wie is de reisleider? – reisleider in India
- 2013: Nederland maakt het goed – zanger
- 2013: De beste zangers van Nederland – deelnemer
- 2013: Danni Lowinski – Jack
- 2013: De Slimste Mens – deelnemer
- 2014: Alles mag op vrijdag - deelnemer
- 2018: Groeten uit 19xx – deelnemer met zijn gezin
- 2018: Een goed stel hersens - deelnemer
- 2018: Tom Clancy's Jack Ryan - de stem van Jack Ryan
- 2019: Dancing on Ice - deelnemer
- 2021: De Alleskunner - deelnemer
- 2022: Goede tijden, slechte tijden – Lars Berenschot
- 2022: Secret Duets – deelnemer
- 2022: Code van Coppens: De wraak van de Belgen – deelnemers-duo met Tanja Jess
- 2022-heden: My Little Pony: Wees trouw aan jezelf - de stem van Hitch Trailblazer
- 2022-heden: My Little Pony: Vertel je verhaal - de stem van Hitch Trailblazer
- 2023: Make Up Your Mind - deelnemer
- 2023: Star Wars: Visions - de stem van Stormtrooper
- 2023: Upside Down - deelnemer
- 2024: Moordfeest - deelnemer
- 2024: DNA Singers - deelnemer
- 2025: In the Picture - deelnemer

## Discografie

### Singles
| Single met eventuele hitnotering(en) in de Nederlandse Top 40 | Datum van verschijnen | Datum van binnenkomst | Hoogste positie | Aantal weken | Opmerkingen                                                            |
| ------------------------------------------------------------- | --------------------- | --------------------- | --------------- | ------------ | ---------------------------------------------------------------------- |
| She'll Take Your Breath Away                                  | 2004                  | -                     |                 |              | als Charly / Nr. 40 in de Single Top 100                               |
| Have a Little Faith in Me                                     | 02-12-2011            | -                     |                 |              | Nr. 19 in de Single Top 100                                            |
| Run to You                                                    | 16-12-2011            | -                     |                 |              | Nr. 57 in de Single Top 100                                            |
| Signed, Sealed, Delivered I'm Yours                           | 06-01-2012            | -                     |                 |              | Nr. 41 in de Single Top 100                                            |
| Nobody's Guy (The voice of Holland)                           | 13-01-2012            | -                     |                 |              | Nr. 33 in de Single Top 100                                            |
| Nobody's Guy                                                  | 2012                  | 14-04-2012            | 37              | 2            | Nr. 6 in de Single Top 100                                             |
| Meant to Be                                                   | 2012                  | -                     |                 |              | Nr. 40 in de Single Top 100                                            |
| Het was me alles waard                                        | 14-11-2012            | -                     |                 |              | als #loesencharly / met Loes van de Mars / Nr. 57 in de Single Top 100 |
| Slow Down                                                     | 2013                  | -                     |                 |              | Nr. 93 in de Single Top 100                                            |